# Mamoúntali
Mamoúntali (grec moderne : Μαμούνταλι) est un village de Chypre de plus de 18 habitants.